# اندی کلمنتس
اندی کلمنتس (انگلیسی: Andy Clements؛ ۱۱ اکتبر ۱۹۵۵ – ۱۹ دسامبر ۲۰۲۳) بازیکن فوتبال اهل بریتانیا بود.
از باشگاه‌هایی که وی در آنها بازی کرده‌، می‌توان به باشگاه فوتبال یورک سیتی، باشگاه فوتبال بولتون واندررز و باشگاه فوتبال پورت ویل اشاره کرد.